# Naval Research Laboratory
Vous pouvez aider à l'améliorer ou bien discuter des problèmes sur sa page de discussion.
- Il est à actualiser. Certains passages sont obsolètes ou annoncent des événements désormais passés. (Marqué depuis décembre 2021)

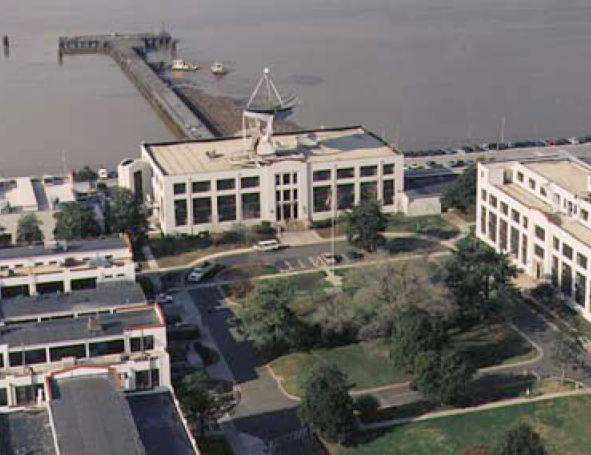

Le United States Naval Research Laboratory (en abrégé NRL ; littéralement « Laboratoire de recherche naval des États-Unis ») est le laboratoire de recherche de l'United States Navy et de l'United States Marine Corps. Situé à Washington, il conduit un large programme de recherches et de développements scientifiques. Le NRL est fondé en 1923 à l'instigation de Thomas Edison. Le NRL dépend de l'Office of Naval Research.

## Organisation

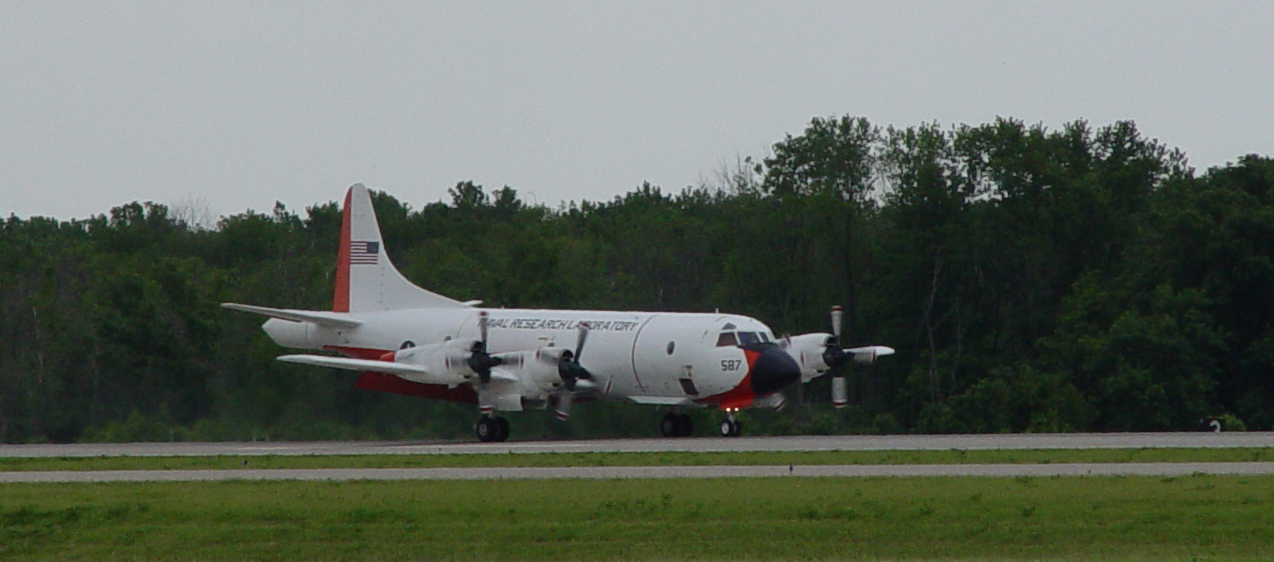
Un des NP-3D Orion du VXS-1.

L'officier commandant (CO) du NRL et le directeur de la recherche (DOR) se partagent la responsabilité de la direction du laboratoire. Par ordre de l’US Navy, l'officier commandant est responsable de l'ensemble de la direction du Naval Research Laboratory et des fonctions habituelles de commandement, y compris du respect du droit et règlements, de l'interaction avec les autres services militaires et de la supervision générale des travaux techniques et des services de soutien.
L'officier commandant délègue une partie de ses compétences au directeur de la recherche en ce qui concerne la planification, la conduite et le programme technique du personnel du laboratoire ; des liaisons avec la communauté scientifique ; de la sélection et de la hiérarchie du personnel technique ; de l'échange d'informations scientifiques ; et de l'exécution effective de la mission du NRL.
Depuis le 7 octobre 2005, c'est le capitaine Daniel R. Gahagan de l'US Navy qui est l'officier commandant du NRL et le Dr John A. Montgomery qui, depuis 2002, en est le directeur de la recherche.
Il dispose d'une unité d'avions utilisé comme plates-formes de recherche en vol, le VXS-1.

## Travaux

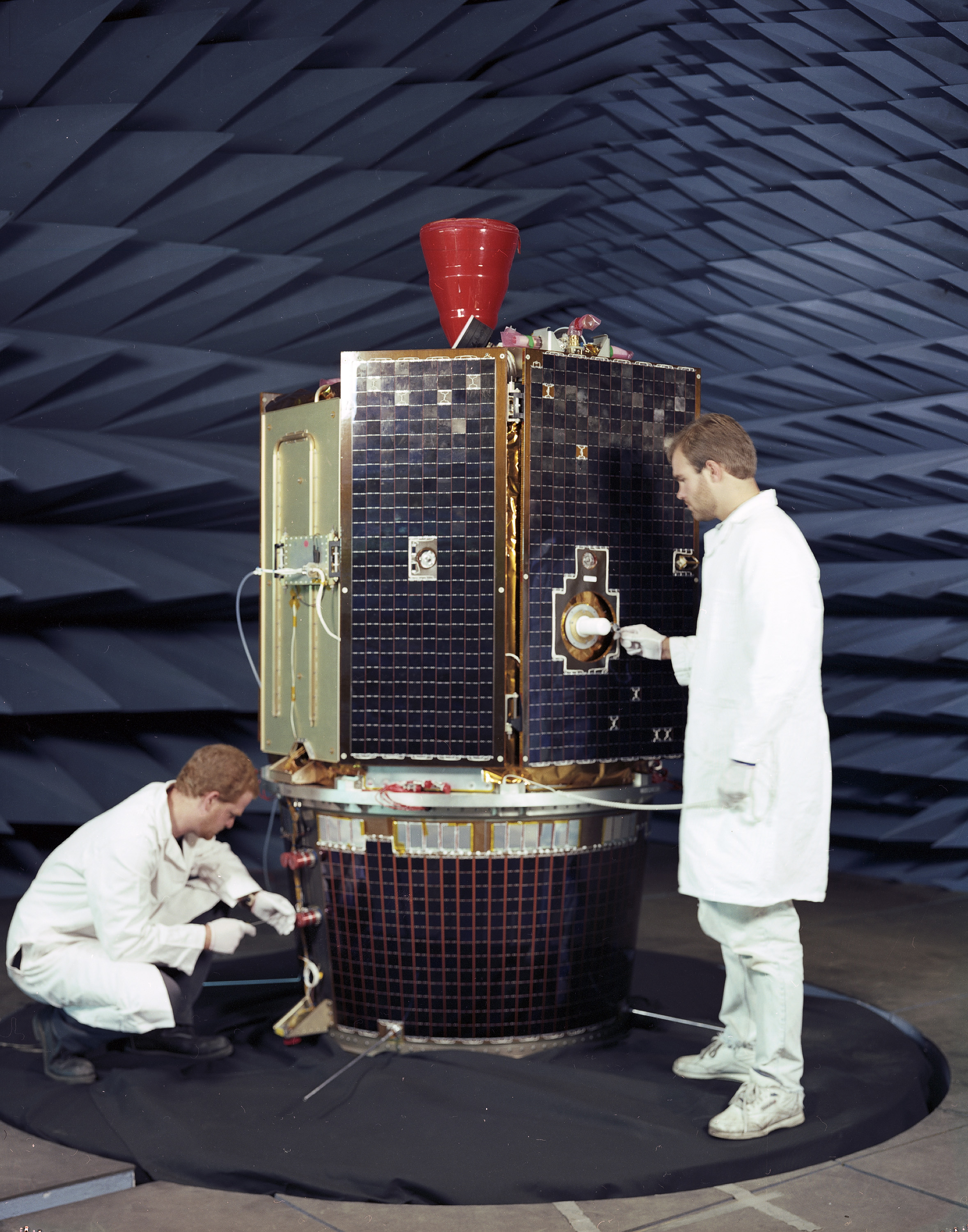
La sonde lunaire Clementine en 1993. Elle est fabriquée par le NRL.

Le NRL a à son actif des développements dans les domaines de la radiographie par rayon gamma et du radar — le radar CXAM est le premier à équiper des navires américains — jusqu'à ceux du Large Angle and Spectrometric Coronagraph Experiment (LASCO) et du RQ-14 Dragon Eye, un drone muni de senseurs sophistiqués. Le laboratoire est le premier à envisager un sous-marin nucléaire en 1939, puis à développer le radar trans-horizon à la fin des années 1950. En 1985, deux scientifiques du laboratoire, Herbert Aaron Hauptman et Jerome Karle, reçoivent le prix Nobel de chimie pour leurs réalisations dans la mise au point de méthodes directes de la détermination d'une structure cristalline. Les projets développés par le laboratoire sont souvent devenus de grands succès commerciaux, sans que le public ne soit au courant de leur provenance. Il en est ainsi du système Timation (en) développé par le NRL qui est à la base du Global Positioning System.
Quelques-unes des spécialités actuelles du laboratoire comprennent la physique des plasmas, la science des matériaux et la guerre électronique.

### Rôle dans le domaine spatial
Le NRL a joué un rôle de pionnier dans le domaine spatial en développant au début de l'ère spatiale le premier lanceur américain Vanguard ainsi que de nombreux petits satellites scientifiques : 
- la série des SOLRAD ;
- la série des LOFTI ;
- ORBIS ;
- les cibles d'étalonnage radar SURCAL et SOICAL ;
- des expériences visant à mettre au point la stabilisation de satellite par gravité (GGSE) et les horloges atomiques embarquées (TIMATION) ;
- les LIPS pour tester un bouclier anti-débris spatial.

### Sources
- (en) Jonathan McDowell, « Naval Research Laboratory satellites 1960-1989 », Journal of the British Interplanetary Society, vol. 50,‎ 1997, p. 427-432 (lire en ligne)Synthèse décrivant les satellites développés par le laboratoire sur la période 1960-1989.